# Cuadro de oposición de los juicios
Se llama cuadrado o cuadro de oposición al esquema mediante el cual se estudian las proposiciones con relaciones formales entre los diversos tipos de juicios aristotélicos, A, E, I, O, considerando cada juicio con términos idénticos. En su día fue considerado por el mismo Aristóteles en su obra «Sobre la interpretación».
El cuadro tiene su origen en las cuatro oraciones marcadas que deben emplearse en el razonamiento silogístico, las cuales son:
- A = Universal afirmativo. Término Sujeto tomado en su extensión universal; término Predicado particular; cualidad afirmativa (Todo S es P).
- E = Universal negativo. Término Sujeto tomado en su extensión universal; término Predicado universal; cualidad negativa (Ningún S es P).[3]
- I = Particular afirmativo. Término Sujeto tomado en su extensión particular; término Predicado en su extensión particular; cualidad afirmativa (Algún S es P).
- O = Particular negativo. Término Sujeto tomado en su extensión particular; término Predicado en su extensión universal; cualidad negativa (Algún S no es P).[4]

Se llaman juicios opuestos a los que teniendo los mismos términos difieren en cantidad, en cualidad o en ambas. Se representan en cada uno de los vértices del cuadrado de oposición, estableciéndose las siguientes relaciones:
- A y E son contrarios porque difieren en cualidad siendo universales.
- I y O son subcontrarios, porque siendo particulares difieren en la cualidad.
- A con respecto a O, e I con respecto a E son contradictorios, porque difieren en cantidad y cualidad.
- A con respecto a I, y E con respecto a O son subalternos porque difieren en la cantidad.

Las relaciones con respecto al valor de verdad en relación de unos y otros se muestran en los siguientes cuadros:
| Oposición       | Juicios relacionados | Relación veritativa |
| --------------- | -------------------- | --- |
| Contrarios      | A - E                | - No pueden ser ambos verdaderos - Pero pueden ser los dos falsos |
| Subcontrarios   | I - O                | - Pueden ser ambos verdaderos - Pero no pueden ser los dos falsos |
| Subalternos     | A - I E - O          | - Si el universal (A, E) es verdadero, entonces el particular (I, O) es verdadero - Pero si el particular (I, O) es verdadero, entonces el universal (A, E) es indeterminado - Si el particular (I, O) es falso, entonces el universal (A, E) es falso - Pero si el universal (A, E) es falso, entonces el particular (I, O) es indeterminado |
| Contradictorios | A - O E - I          | - Si uno es verdadero el otro es falso y viceversa - Ni ambos verdaderos, ni ambos falsos. |

|                | A    | E    | I    | O    |
| -------------- | ---- | ---- | ---- | ---- |
| A es verdadero | V    | F    | V    | F    |
| A es falso     | F    | Ind. | Ind. | V    |
| E es verdadero | F    | V    | F    | V    |
| E es falso     | Ind. | F    | V    | Ind. |
| I es verdadero | Ind. | F    | V    | Ind. |
| I es falso     | F    | V    | F    | V    |
| O es verdadero | F    | Ind. | Ind. | V    |
| O es falso     | V    | F    | V    | F    |

Donde V = Verdadera, F = Falsa, Ind. = Indeterminada

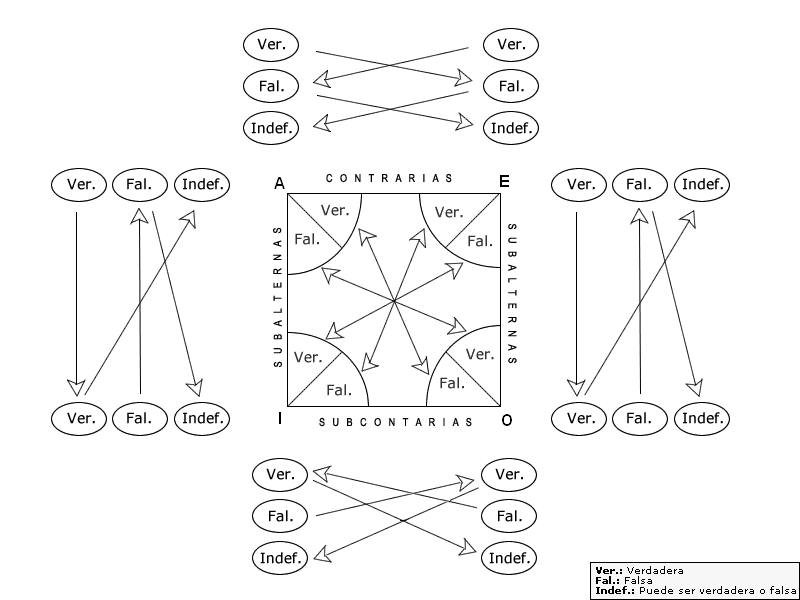
Cuadro de oposición - Valores de Verdad

Para otras posibles inferencias directas a partir de un juicio es necesario hacer unas operaciones que producen nuevos juicios: la conversión y la obversión, contraposición e inversión.

## Otros cuadros de oposición

### Cubo de Reichenbach

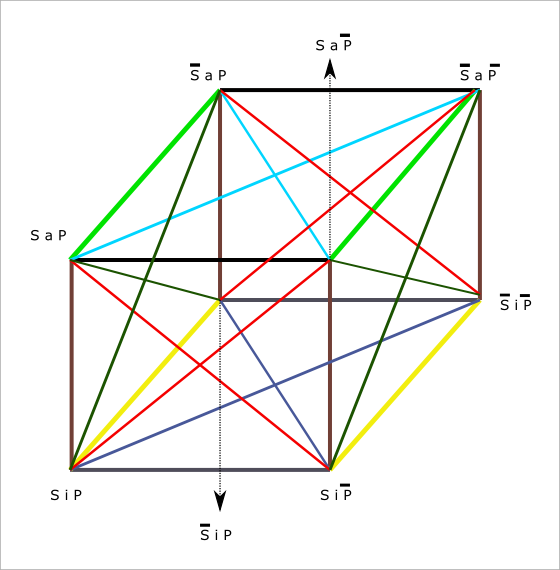
Cubo de oposición de Reichenbach

H. Reichenbach, presenta un cubo de oposición en cuyos vértices se presentan las expresiones de relación de clases mediante las vocales "a" (universales) e "i" (particulares) y expresando la negación como complementariedad de las clases S (sujeto) y P (predicado).
Las relaciones de dichas expresiones figuran en los trazos del cubo según el cuadro siguiente:
| OPOSICIÓN              | VÉRTICES | EXPRESIONES | TRAZO        |
| Contradictorias        | {\displaystyle SaP-Si{\bar {P}}} {\displaystyle SiP-Sa{\bar {P}}} {\displaystyle {\bar {S}}aP-{\bar {S}}i{\bar {P}}} {\displaystyle {\bar {S}}iP-{\bar {S}}a{\bar {P}}}   | Todo S es P --- Algún S es No-P Algún S es P --- Todo S es No-P Todo No-S es P --- Algún No-S es No-P Algún No-S es P --- Todo No-S es No-P                 | Rojo         |
| Contrarias             | {\displaystyle SaP-Sa{\bar {P}}} {\displaystyle {\bar {S}}aP-{\bar {S}}a{\bar {P}}}                                                                                       | Todo S es P --- Todo S es No-P (Ningún S es P) Todo No-S es P --- Todo No-S es No-P                                                                         | Negro        |
| Contrarias oblicuas    | {\displaystyle SaP-{\bar {S}}aP} {\displaystyle Sa{\bar {P}}-{\bar {S}}a{\bar {P}}}                                                                                       | Todo S es P --- Todo No-S es P Todo S es No-P (ningún S es P) --- Todo No-S es No-P                                                                         | Verde        |
| Subcontrarias          | {\displaystyle SiP-Si{\bar {P}}} {\displaystyle {\bar {S}}iP-{\bar {S}}i{\bar {P}}}                                                                                       | Algún S es P --- Algún S es No-P Algún No-S es P --- Algún No-S es No-P                                                                                     | Gris         |
| Subcontrarias oblicuas | {\displaystyle SiP-{\bar {S}}iP} {\displaystyle Si{\bar {P}}-{\bar {S}}i{\bar {P}}}                                                                                       | Algún S es P --- Algún No-S es P Algún S es No-P --- Algún No-S es No-P                                                                                     | Amarillo     |
| Subalternas            | {\displaystyle SaP-SiP\,} {\displaystyle Sa{\bar {P}}-Si{\bar {P}}} {\displaystyle {\bar {S}}aP-{\bar {S}}iP} {\displaystyle {\bar {S}}a{\bar {P}}-{\bar {S}}i{\bar {P}}} | Todo S es P --- Algún S es P Todo S es No-P (ningún S es P) --- Algún S es No-P Todo No-S es P --- Algún No-S es P Todo No-S es No-P --- Algún No-S es No-P | Marrón       |
| Subalternas laterales  | {\displaystyle SaP-{\bar {S}}iP} {\displaystyle SiP-{\bar {S}}aP} {\displaystyle Sa{\bar {P}}-{\bar {S}}i{\bar {P}}} {\displaystyle Si{\bar {P}}-{\bar {S}}a{\bar {P}}}   | Todo S es P --- Algún No-S es P Algún S es P --- Todo No-S es P Todo S es No-P --- Algún No-S es No-P Algún S es No-P --- Todo No-S es No-P                 | Verde oscuro |
| Opuestas               | {\displaystyle SaP-{\bar {S}}a{\bar {P}}} {\displaystyle {\bar {S}}aP-Sa{\bar {P}}}                                                                                       | Todo S es P --- Todo No-S es No-P Todo No-S es P --- Todo S es No-P (ningún S es P)                                                                         | Azul         |
| Subopuestas            | {\displaystyle SiP-{\bar {S}}i{\bar {P}}} {\displaystyle {\bar {S}}iP-Si{\bar {P}}}                                                                                       | Algún S es P --- Algún No-S es No-P Algún No-S es P --- Algún S es No-P                                                                                     | Morado       |

### Hexágono de Doyle

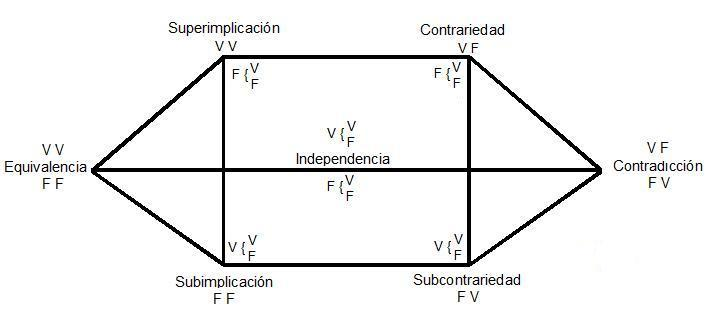
Hexágono de J. J. Doyle.

Por su parte J. J. Doyle presenta un hexágono que representa las relaciones veritativas entre las diversas relaciones de dichas expresiones:
- Contradicción: Si la primera proposición es verdadera, la segunda es falsa. Si la primera es falsa, la segunda es verdadera.
- Equivalencia: Si la primera proposición es verdadera, la segunda es verdadera. Si la primera es falsa, la segunda es falsa.
- Superimplicación: Si la primera es verdadera, la segunda es verdadera. Si la primera es falsa, la segunda puede ser verdadera o falsa.
- Subimplicación: Si la primera es verdadera, la segunda puede ser verdadera o falsa. Si la primera es falsa, la segunda es falsa.
- Contrariedad: Si la primera es verdadera, la segunda es falsa. Si la primera es falsa, la segunda puede ser verdadera o falsa.
- Subcontrariedad: Si la primera es verdadera, la segunda puede ser verdadera o falsa. Si la primera es falsa, la segunda es verdadera.
- Independencia: Si la primera es verdadera, la segunda puede ser veredadera o falsa. Si la primera es falsa, la segunda puede ser verdadera o falsa.

## Oposición en lógica cuantificacional
Las tradicionales oposiciones aristotélicas se expresan como:
{\displaystyle \bigwedge x(Fx\rightarrow Gx)\leftrightarrow \lnot \bigvee x(Fx\wedge \lnot Gx)}
{\displaystyle \bigwedge x(Fx\rightarrow \lnot Gx)\leftrightarrow \lnot \bigvee x(Fx\wedge Gx)}
{\displaystyle \bigvee x(Fx\land Gx)\leftrightarrow \lnot \bigwedge x(Fx\rightarrow \lnot Gx)}
{\displaystyle \bigvee x(Fx\land \lnot Gx)\leftrightarrow \lnot \bigwedge x(Fx\rightarrow Gx)}
Las llamadas leyes de oposición simple se expresan como:
{\displaystyle \lnot \bigwedge xFx\leftrightarrow \bigvee x\lnot Fx}
{\displaystyle \lnot \bigvee xFx\leftrightarrow \bigwedge x\lnot Fx}
{\displaystyle \bigwedge xFx\leftrightarrow \lnot \bigvee x\lnot Fx}
{\displaystyle \bigvee xFx\leftrightarrow \lnot \bigwedge x\lnot Fx}

## Oposición en lógica modal
Aristóteles también consideró las oposiciones modales con las limitaciones de su lógica. Según Jacques Maritain el fundamento de este cuadro consiste en abstraer la cantidad del dictum y en considerar solo la cantidad del modus, la cualidad del modus y la cualidad del dictum. Asimismo hay que suponer que contingente es equiparable a posible y la equivalencia de los siguientes pares de proposiciones con la proposición a la derecha:
| - Es imposible que no sea - No es posible que no sea      | {\displaystyle \Longleftrightarrow \;} | Es necesario que sea  |
| - Es necesario que no sea - No es posible que sea         | {\displaystyle \Longleftrightarrow \;} | Es imposible que sea  |
| - No es imposible que no sea - No es necesario que no sea | {\displaystyle \Longleftrightarrow \;} | Es posible que sea    |
| - No es imposible que no sea - No es necesario que sea    | {\displaystyle \Longleftrightarrow \;} | Es posible que no sea |

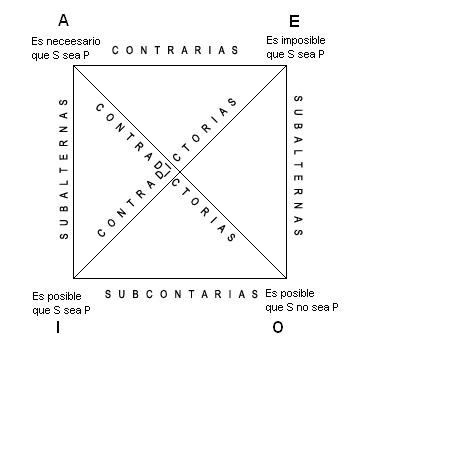
Cuadro de oposición en lógica modal.

El cuadro de oposición modal con la notación simbólica de C.I.Lewis es la siguiente:
| A | {\displaystyle \Longleftrightarrow \;} | {\displaystyle {\big \rceil }\Diamond {\big \rceil }p=\Box p}   |
| E | {\displaystyle \Longleftrightarrow \;} | {\displaystyle {\big \rceil }\Diamond p=\Box {\big \rceil }p}   |
| I | {\displaystyle \Longleftrightarrow \;} | {\displaystyle \Diamond p=\lceil \Box {\big \rceil }p}          |
| O | {\displaystyle \Longleftrightarrow \;} | {\displaystyle \Diamond p={\big \rceil }p={\big \rceil }\Box p} |

### Cuadro de oposiciones modales en ASCII
Donde Np significa «necesariamente p», Pp significa «posiblemente p», N~p significa «necesariamente no p» y P~p significa «posiblemente no p»:

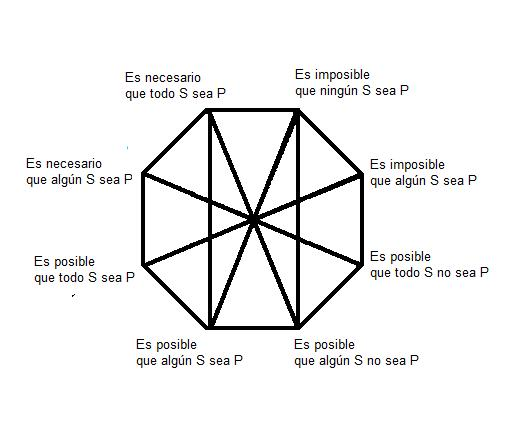
Cuadro octogonal de oposición modal.

```
Np      c o n t r a r i a s      N~p
   c                           s
     o                       a
s      n                   i      s 
u        t               r        u
b          r           o          b
a            a       t            a
l              d   c              l
t                i                t
e              d   c              e
r            a       t            r
n          r           o          n
a        t               r        a
s      n                   i      s
     o                       a
   c                           s
Pp   s u b c o n t r a r i a s   P~p

```

### Cuadro octogonal de oposición modal
| Oposición       | Vértices |
| --------------- | --- |
| Contradictorias | Es necesario que todo S sea P {\displaystyle \Longleftrightarrow \;} Es posible que algún S no sea P Es imposible que ningún S sea P {\displaystyle \Longleftrightarrow \;} Es posible que algún S sea P Es necesario que algún S sea P {\displaystyle \Longleftrightarrow \;} Es posible que todo S no sea P Es posible que todo S sea P {\displaystyle \Longleftrightarrow \;} Es imposible que algún S sea P |
| Contrarias      | Es necesario que todo S sea P {\displaystyle \Longleftrightarrow \;} Es imposible que ningún S sea P |
| Subcontrarias   | Es posible que algún S sea P {\displaystyle \Longleftrightarrow \;} Es posible que algún S no sea P |
| Subalternas     | Es necesario que todo S sea P {\displaystyle \Longleftrightarrow \;} Es posible que algún S sea P Es imposible que ningún S sea P {\displaystyle \Longleftrightarrow \;} Es posible que algún S no sea P |

## Enlaces
- Contraposición lógica
- Conversión lógica
- Función veritativa
- Obversión lógica
- Silogismo
- Tabla de verdad